# ومولا
ومولا (به انگلیسی: Vemula) یک روستا در هند است که در آندرا پرادش واقع شده‌است.